# 1924–1925-ös osztrák labdarúgó-bajnokság (első osztály)
Az 1924–1925-ös osztrák labdarúgó-bajnokság az osztrák labdarúgó-bajnokság legmagasabb osztályának tizennegyedik alkalommal megrendezett bajnoki éve volt. 
A pontvadászat 11 csapat részvételével zajlott. A bajnokságot a Hakoah Vienna csapata nyerte.  

## A bajnokság végeredménye
| #  | Csapat            | M  | Gy | D | V  | RG | KG | P  |
| -- | ----------------- | -- | -- | - | -- | -- | -- | -- |
| 1  | Hakoah Vienna     | 20 | 10 | 6 | 4  | 43 | 30 | 26 |
| 2  | Wiener Amateur SV | 20 | 10 | 4 | 6  | 36 | 28 | 24 |
| 3  | First Vienna FC   | 20 | 9  | 5 | 6  | 41 | 32 | 23 |
| 4  | SK Rapid Wien     | 20 | 9  | 5 | 6  | 49 | 39 | 23 |
| 5  | Wiener AC         | 20 | 8  | 7 | 5  | 42 | 37 | 23 |
| 6  | SK Admira Wien    | 20 | 8  | 6 | 6  | 39 | 30 | 22 |
| 7  | SC Wacker         | 20 | 6  | 8 | 6  | 34 | 36 | 20 |
| 8  | 1. Simmeringer SC | 20 | 7  | 4 | 9  | 43 | 44 | 18 |
| 9  | Wiener Sportclub  | 20 | 6  | 5 | 9  | 32 | 35 | 17 |
| 10 | SK Slovan         | 20 | 5  | 7 | 8  | 31 | 42 | 17 |
| 11 | SC Rudolfshügel   | 20 | 2  | 3 | 15 | 21 | 58 | 7  |

- A Hakoah Vienna az 1924-25-ös szezon bajnoka.